# Friedrich Rochleder

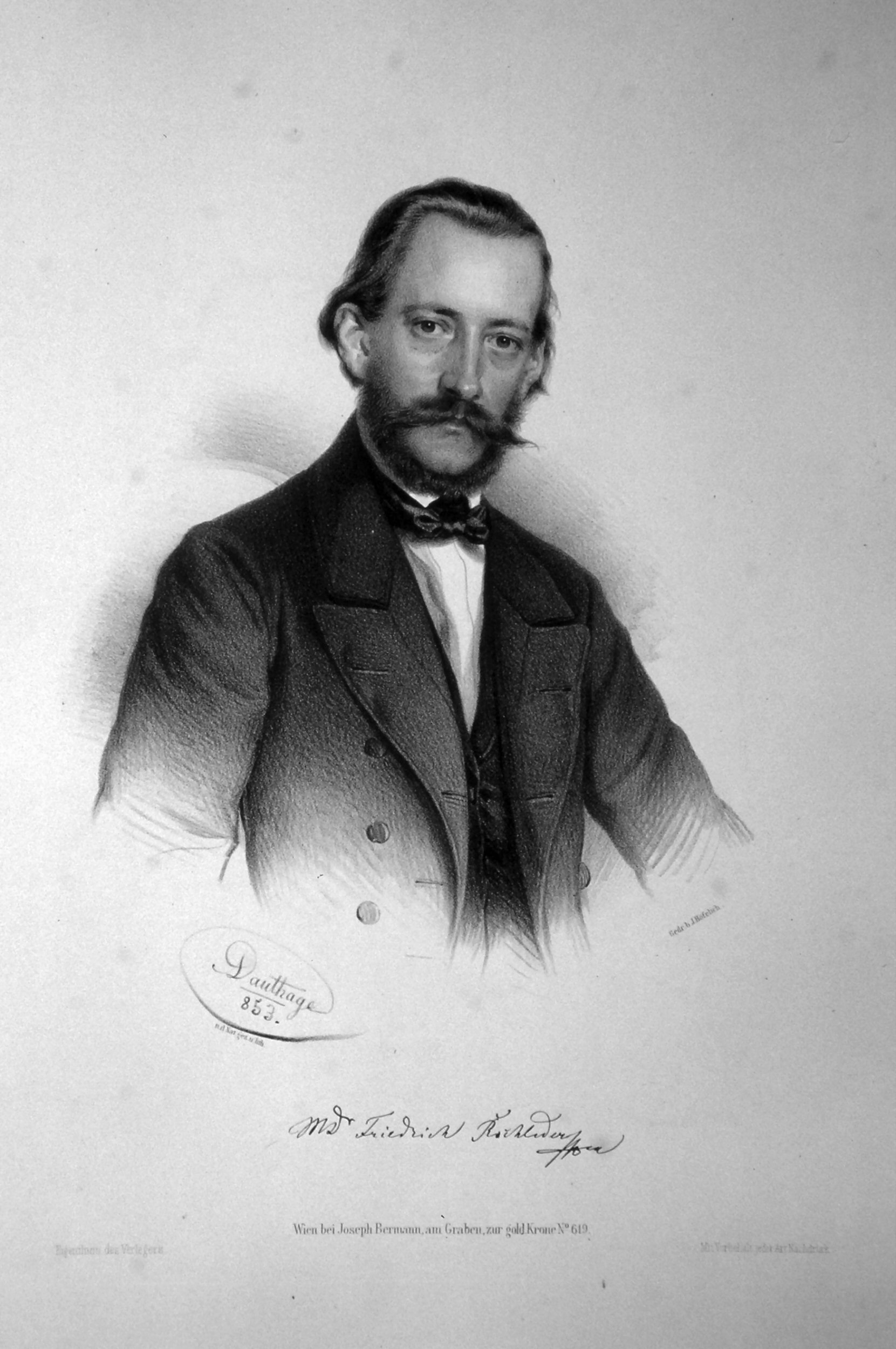
Friedrich Rochleder, litografi av Adolf Dauthage 1853.

Friedrich Rochleder, född  15 maj 1819 i Wien, död där 5 november 1874, var en österrikisk kemist.
Rochleder blev 1845 professor i kemisk teknologi i Lemberg, 1848 professor i kemi i Prag och 1870 professor i kemi vid Wiens universitet. Han förvärvade sig stor förtjänst om växtkemin genom undersökningar över fettsyror, koffein, glykosider, garvsyror och andra växtämnen samt genom sina växtanalyser. Därjämte skrev han över detta område flera viktiga handböcker.